# Bernhardshöhle (Herbrechtingen)
Die Bernhardshöhle ist eine kleinere Höhle an der Brenz im Eselsburger Tal nordwestlich der Steinernen Jungfrauen und etwa 1 km südlich von Herbrechtingen, Landkreis Heidenheim.